# Margarites argentatus
Margarites argentatus är en snäckart som först beskrevs av Gould 1841.  Margarites argentatus ingår i släktet Margarites och familjen pärlemorsnäckor. Inga underarter finns listade i Catalogue of Life.